# 大石村 (山梨県)
大石村（おおいしむら）は山梨県南都留郡にあった村。現在の富士河口湖町大石にあたる。

## 地理
- 山：御坂山地（黒岳、破風山、節刀ヶ岳、金山、十二ヶ岳、毛無山）
- 峠：すずらん峠、新道峠、大石峠、淵坂峠、天神峠
- 湖沼：河口湖
- 河川：馬場川、奥川

## 歴史
- 1889年（明治22年）7月1日 - 町村制の施行により、近世以来の南都留郡大石村が単独で自治体を形成。
- 1956年（昭和31年）9月30日 - 南都留郡河口村・小立村・船津村と合併して河口湖町が発足。同日大石村廃止。